# Teatr w Grudziądzu
Teatr w Grudziądzu

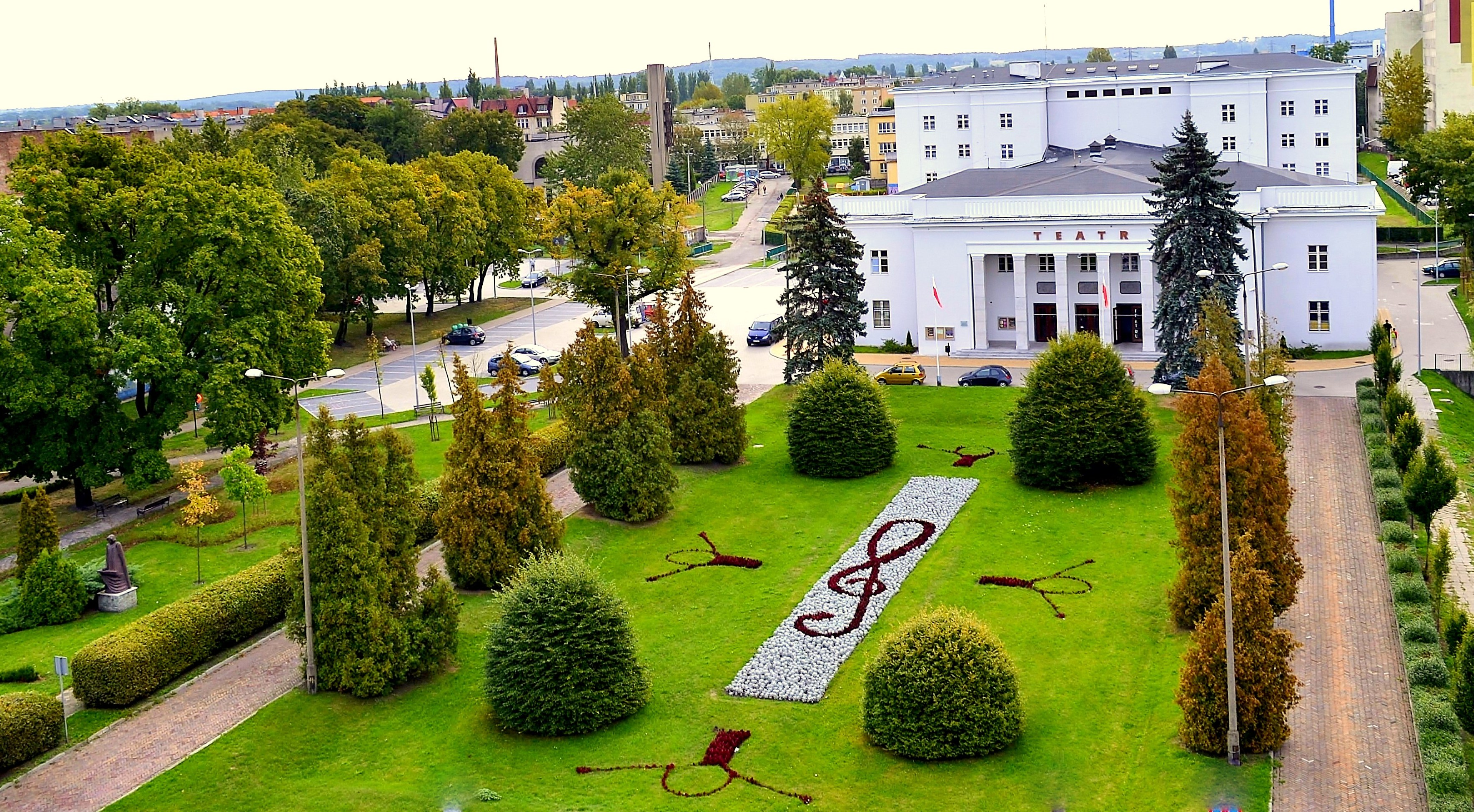
Centrum Kultury Teatr w Grudziądzu

W pierwszej połowie XVIII wieku szkolną działalność dramatyczną prowadzili uczniowie kolegium jezuickiego w Grudziądzu. W czasach zaboru pruskiego od około 1844 w budynku z muru pruskiego przy ul. Solnej mieściła się sala widowiskowa udostępniana wędrownym trupom artystycznym, głównie z Gdańska i z Elbląga, która po gruntowej przebudowie w 1847 r. stała się prawdziwym teatrem. Budynek, potocznie zwany „stodołą” liczył ponad 400 miejsc, w tym 90 stojących. Własnego niemieckiego zespołu miasto doczekało się po 1870 r. W 1902 gmach – dotąd dzierżawiony od prywatnych właścicieli – stał się własnością Towarzystwa Teatralnego. W 1916 został zamknięty z powodu złego stanu technicznego i odtąd mieścił się tu magazyn, zniszczony podczas wojny w 1945 r. W latach 1873–1920 działał ponadto teatr letni w ogrodzie hotelu „Pod Złotym Lwem” przy Al. 23 Stycznia. Sporadyczne przedstawienia Teatru Polskiego z Poznania i polskich teatrzyków amatorskich odbywały się w wynajętych salach, niekiedy poza miastem.
Po odzyskaniu niepodległości został powołany do życia Teatr Pomorski, przekształcony w Teatr Miejski, który w latach 1921–1931 funkcjonował w budynku strzelnicy rozwiązanego bractwa kurkowego przy ul. Marszałka Focha 19. Gmach spłonął 13 września 1923 roku i po przebudowie według projektu Stanisława Stołowskiego został ponownie oddany do użytku 10 lutego 1925 roku. W międzyczasie przedstawienia przeniesiono do sali widowiskowej „Tivoli” przy ul. Legionów. Od 1931 w Grudziądzu nie było stałego zespołu dramatycznego. W 1935 r. przed gmachem teatru odsłonięto pomnik Stanisława Moniuszki, autorstwa Ignacego Zelka (zniszczony 1939 przez hitlerowców).
W 1928 została zbudowana Opera Leśna, która jednak upadła po zaledwie dwóch sezonach, ponadto w 1930 otwarto w sali Domu Żołnierza amatorski teatr garnizonowy. Przez cały czas działała amatorska Scena Niemiecka, dająca spektakle w byłym Domu Ewangelickim.
Podczas II wojny światowej okupacyjne władze niemieckie przystąpiły do budowy nowoczesnego gmachu teatralnego z monumentalnym portykiem w miejscu dotychczasowej siedziby. Jego budowę kontynuowały po wojnie władze polskie i oddanie do użytku (z widownią na 850 miejsc) nastąpiło 5 grudnia 1948 roku. 5 kwietnia 1955 roku stał się siedzibą objazdowego Pomorskiego Teatru Młodego Widza z Bydgoszczy, przekształconego w Teatr Popularny, a od 1962 r. w Teatr Ziemi Pomorskiej, zlikwidowany 30 czerwca 1991 roku. W latach powojennej działalności zespół grudziądzki dał 300 premier, a spektakle w mieście i poza nim obejrzało łącznie około 4 miliony widzów.
Obecnie budynek przy ulicy Teatralnej 1 jest siedzibą Centrum Kultury Teatr. Od 1998 organizowana jest co roku Grudziądzka Wiosna Teatralna, mająca od 2004 charakter festiwalu, od 11 lat – osobom szczególnie zasłużonym dla Centrum Kultury Teatr – przyznawane są nagrody im. Aleksandra Gąssowskiego. Tu również znajduje się Grudziądzkie Towarzystwo Kultury. Od 2017 do 2018 r. Teatr był w remoncie i zostały przeniesione – spektakle: do Klubu Garnizonowego, administracja: do gmachu dawnej Wyższej Szkoły Realnej, a koncerty i kasy biletowe: do Klubu Akcent.